# Vanča vas
Vanča vas este o localitate din comuna Tišina, Slovenia, cu o populație de 509 locuitori.